# Allosuctobelba bicuspidata
Allosuctobelba bicuspidata är en kvalsterart som beskrevs av Aoki 1984. Allosuctobelba bicuspidata ingår i släktet Allosuctobelba och familjen Suctobelbidae. Inga underarter finns listade i Catalogue of Life.